# Свешников, Митрофан Иванович
 Митрофан Иванович Свешников  (1862, Астрахань — не ранее 1914) — известный русский правовед, автор фундаментальных трудов по государственному и муниципальному праву, публицист. Магистр права, приват-доцент Императорского Санкт-Петербургского университета, коллежский советник (1914).

## Биография
Родился 11 (23) июня 1862 года в Астрахани в семье помощника капитана над Астраханским портом капитан-лейтенанта Ивана Ивановича Свешникова (1827 — после 1885), впоследствии старшего помощника капитана над Кронштадтским портом (1875) и контр-адмирала (1885); внук и правнук «главных мастеров математико-физических инструментов» Черноморского флота (1794 — 1833) Ивана Васильевича и Василия Константиновича Свешниковых.
В 1874 году поступил в Санкт-Петербургскую гимназию Императорского человеколюбивого общества, которую окончил в 1881 году с золотою медалью и занесением имени на мраморную доску. Сразу после окончания гимназии поступил на юридический факультет Санкт-Петербургского университета. В 1884 году получил серебряную медаль за сочинение по государственному праву: «Ход законодательных работ по городовому положению 1870 г.».
В 1885 году окончил университетский курс со степенью кандидата прав и 1 июня был определён на службу в кодификационный отдел при Государственном Совете «с причислением к оному» и назначен помощником редактора V тома Свода законов. В то же время был оставлен по рекомендации профессора А.Д . Градовского при университете для приготовления к профессорскому званию. В сентябре 1886 года для усовершенствования в науках был направлен в Германию, работал в Грейфсвальде под руководством профессора Штерка и в Берлине под руководством профессора Р. Гнейста.
По возвращении из-за границы в октябре 1887 года выдержал магистерский экзамен. В 1888 году осенью прочитал на юридическом факультете две пробные лекции («Городское устройство в России и Пруссии» и «Политические партии в германском рейхстаге») и в декабре 1888 года был утверждён приват-доцентом Императорского Санкт-Петербургского университета по кафедре государственного права. В 1889 году читал специальный курс по государственному праву: «Системы самоуправления в главнейших государствах Западной Европы»; в 1890 году начал чтение лекций по общему государственному праву.
С 1892 года читал курс русского государственного права для студентов факультета восточных языков, с 1893 года — общий курс русского государственного права на юридическом факультете. С осени 1896 года он вёл практические занятия со студентами — семинарий государственного права; студентами в течение двух с половиной лет было представлено 34 доклада, посвящённых разработке как теории, так и положительного государственного права. В 1898—1899 годах читал курс «Учение о государственном праве в XIX веке».
Также читал лекции в Императорском Александровском лицее, состоял экстраординарным профессором Военно-юридической академии.
С 1889 года состоял членом редакционного комитета административного отделения Юридического общества при Санкт-Петербургском университете, представил доклады по вопросам самоуправления.
Прослужив положенные 25 лет на государственной службе, приобрёл обширную частную юридическую практику. В 1905 году в адресной книге Санкт-Петербурга указан как «присяжный поверенный и присяжный стряпчий, председатель правления акционерного общества беломорской промышленности, директор горнопромышленного товарищества „Горн и Ко“, член совещания Конторы платиновой и золотопромышленности, председатель Николаевского общества попечительства о бедных, член Императорских Русских Географического, Юридического и Исторического обществ при Санкт-Петербургском университете», надворный, в 1914 — коллежский советник.
Был женат на дочери сенатора, тайного советника Александра Николаевича Салькова (1831—1896) Вере Александровне; венчание состоялось 17 мая 1893 года в Вознесенской церкви Санкт-Петербурга.